# Torben Wind
|  | Sammenskrivningsforslag Artiklen Torben Wind er foreslået føjet ind i Navision. (Siden september 2020) Diskutér forslaget |

Torben Wind (født  15. juni 1961) er en dansk iværksætter fra Struer. Han er bedst kendt for at være medstifter af det verdenskendte computersoftware virksomhed Navision, der i 2002 blev opkøbt af Microsoft. Hovedproduktet er på verdensplan solgt i over 1 million eksemplarer.